# Ngải Nhật
Artemisia japonica, tên thông thường ngải Nhật, ngải cứu rừng, hay mẫu hao, là một loài thực vật có hoa trong họ Cúc. Loài này được Thunb. mô tả khoa học đầu tiên năm 1784.